# أماني لوبيس
أماني برهان الدين عمر لوبيس (بالإندونيسية: Amany Burhanuddin Umar Lubis) ـ (ولدت في 22 ديسمبر 1963) هي عالمة دين إندونيسية مسلمة من أصول ماندايلينغية مصرية، تشغل منصب رئيسة مجلس العلماء الإندونيسي لشؤون المرأة والشباب والأسرة عن دورة 2015 ـ 2020. كما عينها السيد لقمان حكيم سيف الدين ـ وزير الشؤون الدينية لجمهورية إندونيسيا ـ رئيسة لجامعة شريف هداية الله الإسلامية في جاكرتا في 7 يناير 2019، لتكون بذلك أول امرأة تشغل منصب رئيسة أكبر جامعة إسلامية في إندونيسيا.

## حياتها

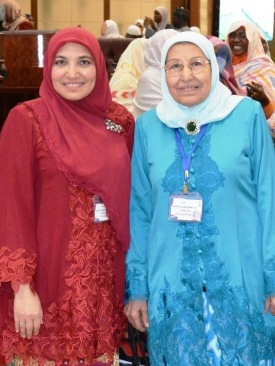
أماني لوبيس ووالدتها د. نبيلة لوبيس في مؤتمر إسلامي نسائي بمدينة الخرطوم في فبراير 2016

ولدت أماني لوبيس في 22 ديسمبر 1963، لأب إندونيسي باتاقي من ميدان ينتمي إلى شعب ماندايلينغ اسمه برهان الدين عمر لوبيس، وأم مصرية هي نبيلة عبد الفتاح، التي أضافت اسم عائلة زوجها إلى اسمها بعد زواجها لتصبح نبيلة لوبيس، وكانت أماني هي الأولى بين أربعة أبناء للزوجين.
نشأت لوبيس في جو أكاديمي، فأبوها برهان الدين كان من خريجي جامعة بغداد في الستينيات، وأمها خريجة جامعة القاهرة في تخصص الوثائق والمكتبات. وقد استكملت الأم دراساتها العليا في إندونيسيا، فحصلت على درجتي الماجستير في الدراسات الإسلامية والدكتوراه في علم اللغة من معهد شريف هداية الله الإسلامي في جاكرتا (جامعة شريف هداية الله الإسلامية حاليًا)، وكانت نبيلة لوبيس أول امرأة تحصل على درجة الدكتوراه من جامعة شريف هداية الله الإسلامية في سنة 1992. وقد عينها مستشار الجامعة ـ الدكتور قريش شهاب ـ عميدة لكلية الآداب والإنسانيات بعد عامين من حصولها على الدكتوراه.
تتبعت أماني لوبيس خطى أمها، فحصلت أولًا على الشهادة الجامعية الأولى (الليسانس) من مصر (جامعة الأزهر) سنة 1988، ثم استكملت دراساتها العليا في إندونيسيا، فنالت الماجستير من جامعة شريف هداية الله الإسلامية، ثم الدكتوراه سنة 2002 من الجامعة ذاتها، التي تقلدت رئاستها في 7 يناير 2019، لتكون الرئيس الحادي عشر للجامعة، وأول امرأة تشغل هذا المنصب الأكاديمي.
تشغل الدكتورة أماني لوبيس أيضًا عضوية مجلس الإمارات للإفتاء الشرعي.